# Uppsala
Uppsala là thành phố ở đông nam của Thụy Điển, gần thủ đô Stockholm, thành phố này là thủ phủ của hạt Uppsala. Thành phố này nằm cách thủ đô Stockholm 70 km về phía bắc, có diện tích 47,86 km2, dân số cuối năm 2005 là 128.400 người. Uppsala là nơi đóng trụ sở của Tổng giám mục Thụy Điển. Đây cũng là nơi có Đại học Uppsala (thành lập năm 1477) là trường đại học cổ nhất Scandinavia và là trường cổ nhất ở Bắc Âu. Nhà thờ chính tòa Uppsala được xây dựng năm 1289 và hoàn thành năm 1435 theo phong cách kiến trúc gô-tic là một công trình kiến trúc nổi bật của thành phố này, năm 1702 bị hỏa hoạn đốt cháy một phần và chỉ được trùng tu một phần.

## Lịch sử

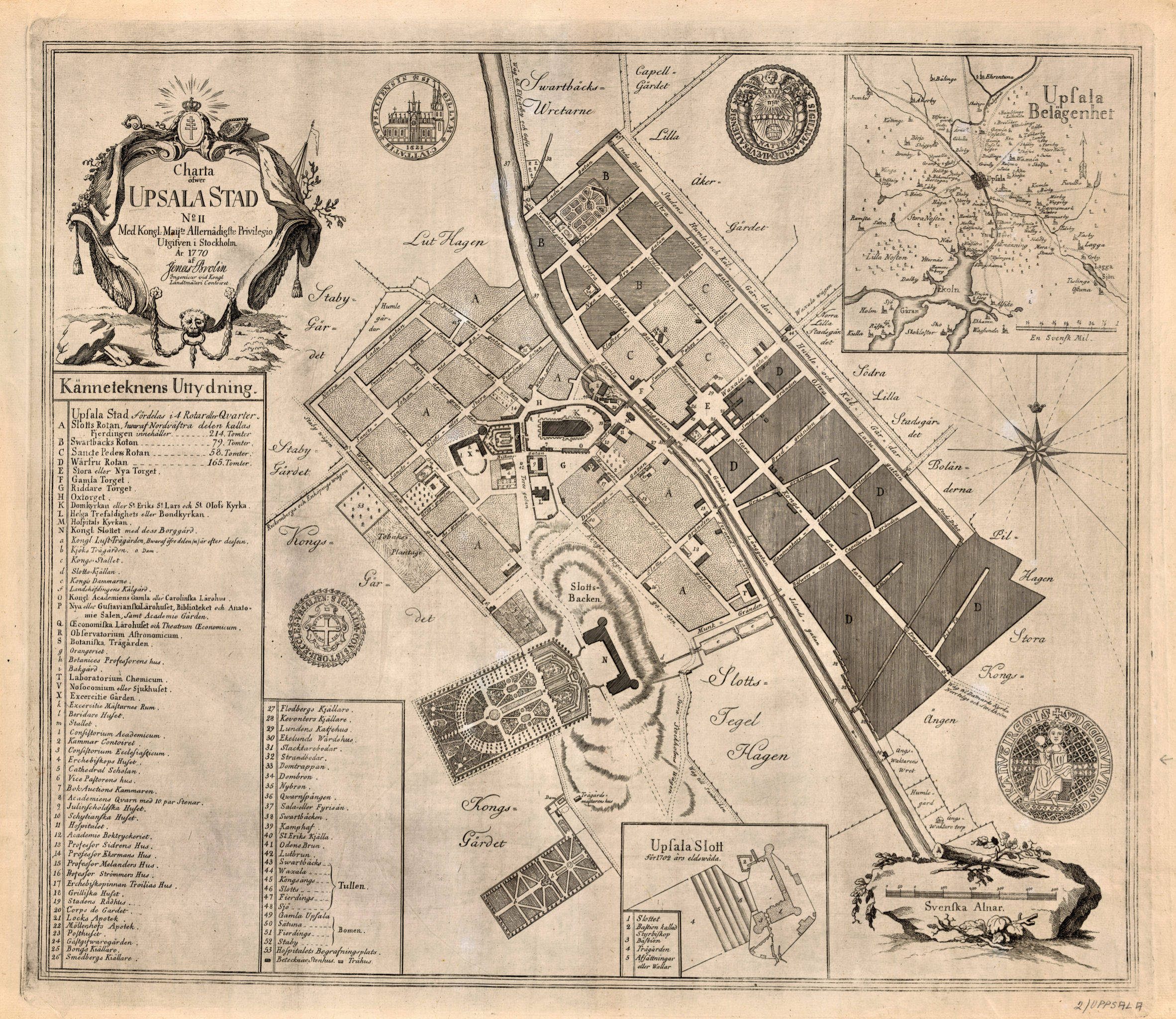
Bản đồ của Uppsala từ năm 1770

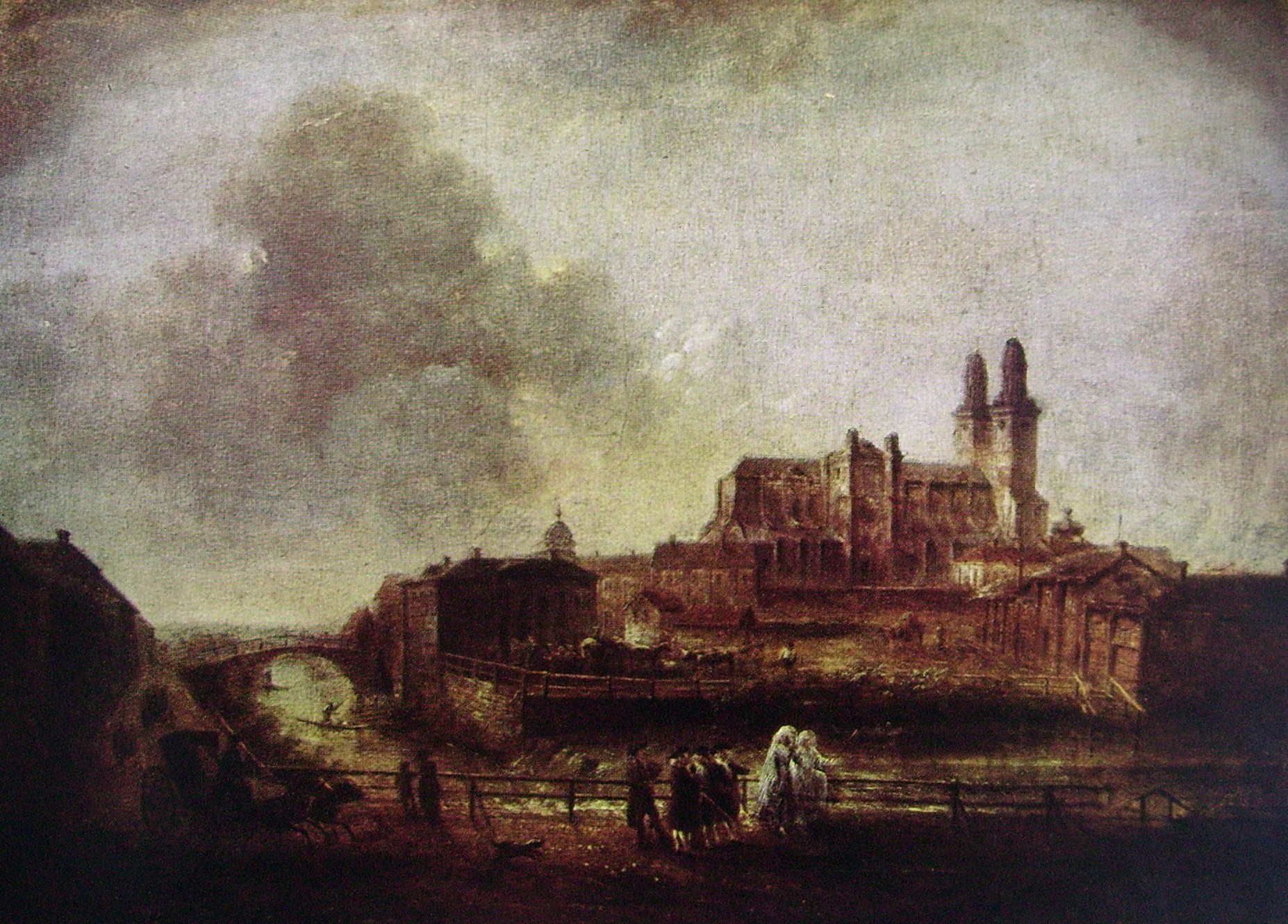
Uppsala trong thế kỷ 18

Uppsala ban đầu được đặt cách một vài km về phía bắc của vị trí hiện tại của nó tại một nơi được gọi là Gamla Uppsala (Old Uppsala). Ngày nay Uppsala được gọi là Östra Aros (Đông Aros, để phân biệt với Tây Aros). (Cũ) Uppsala, theo nhà văn thời trung cổ Adam of Bremen, trung tâm ngoại giáo chính của Thụy Điển và Đền thờ tại Uppsala chứa những thần tượng tuyệt vời của các vị thần Bắc Âu. Đồng bằng Fyrisvellir dọc theo con sông phía nam Old Uppsala, trong khu vực có thành phố hiện đại ngày nay, là nơi diễn ra Trận chiến Fyrisvellir vào những năm 980. Uppsala ngày nay là vào thời điểm đó được gọi là Östra Aros và là một thị trấn cảng của Gamla Uppsala.

## Địa lý
Nằm trên vùng đất bằng phẳng Uppsala màu mỡ với đất bùn, thành phố có Sông Fyris nhỏ ( Fyrisån ) chảy qua cảnh quan được bao quanh bởi thảm thực vật tươi tốt. Song song với con sông là sườn núi băng giá Uppsalaåsen ở độ cao khoảng 30 m (98 ft), địa điểm có lâu đài Uppsala, từ đó có thể nhìn thấy phần lớn thị trấn. Công viên trung tâm Stadsskogen (nghĩa đen là "Rừng thành phố") trải dài từ phía nam đến tận thị trấn, mang đến cơ hội giải trí cho nhiều khu dân cư trong khoảng cách đi bộ.
Nằm cách thủ đô khoảng 70 km (43 dặm) hoặc 40 phút đi tàu, nhiều cư dân Uppsala làm việc tại Stockholm. Tàu đến Sân bay Stockholm-Arlanda mất 17 phút, giúp du khách có thể dễ dàng đến thành phố bằng đường hàng không.
Trung tâm thương mại Uppsala khá nhỏ gọn. Thành phố có một thị trấn và trang phục riêng biệt được phân chia với các giáo sĩ, hoàng gia và học viện trong lịch sử cư trú tại khu phố Fjärdingen trên bờ phía tây của sông, hơi tách biệt với phần còn lại của thành phố và quần thể nhà thờ, lâu đài và các tòa nhà đại học hầu như vẫn còn tồn tại. không bị xáo trộn cho đến ngày nay. Trong khi một số tòa nhà lịch sử vẫn ở ngoại vi của lõi trung tâm, hoạt động thương mại bán lẻ tập trung về mặt địa lý vào một số ít dãy nhà xung quanh phố đi bộ và quảng trường chính ở phía đông của sông, một khu vực chịu sự tàn phá quy mô lớn. đặc biệt là trong những năm bùng nổ kinh tế vào những năm 1960. Trong những thập kỷ gần đây, một phần đáng kể hoạt động thương mại bán lẻ đã chuyển sang các trung tâm mua sắm và cửa hàng nằm ở ngoại ô thành phố. Trong khi đó, các khu vực xây dựng đã mở rộng đáng kể và một số hoạt động ngoại ô hóa đã diễn ra.